# Vela al tercio

Partes de una vela al tercio.

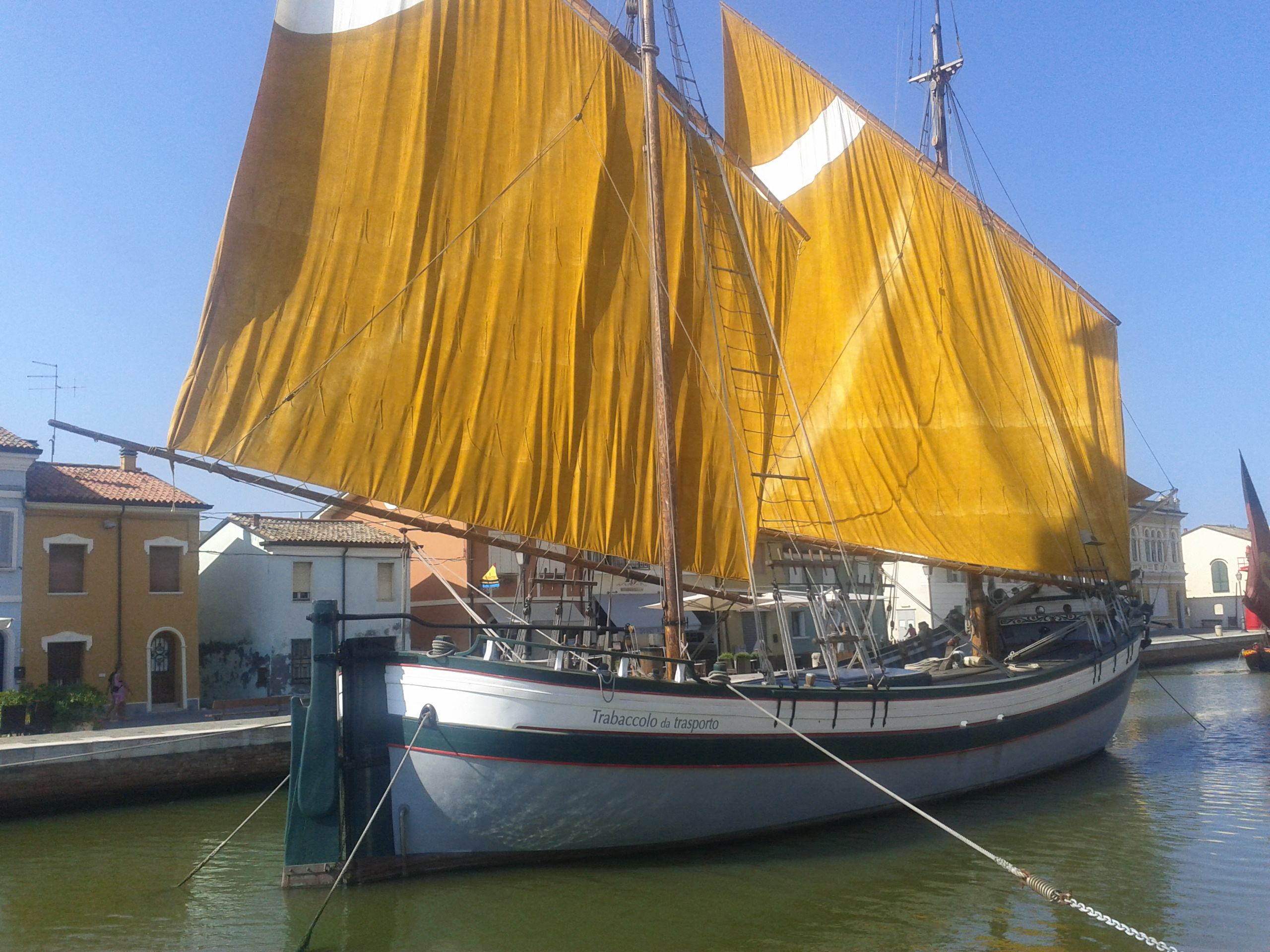
Trabaccolo con dos velas al tercio.

En náutica, la vela al tercio forma parte de la clase de aparejo de proa a popa, con el lado superior fijado a una entena y el costado de proa en la parte inferior del mástil.
También es una vela de corte y, como tal, el viento puede trabajar en ambas caras.  En comparación con las velas comunes de aparejo Marconi, el borde de ataque del viento se divide en dos secciones: una parte superior (la parte de la entena) y una parte inferior (desde de la entena hasta el puño de amura ).
El nombre deriva del modo en que se fija la driza respecto a la extremidad de proa de la entena, precisamente a un tercio de la longitud total de la parte superior de la vela. 
La escota va atada al puño de escota (como su nombre indica), aunque a veces puede estar fijada en el extremo de una botavara, como en el caso del trabaccolo de la fotografía. De hecho la botavara no siempre forma parte del aparejo (hay velas al tercio que no la llevan).

## Orígenes de la vela al tercio

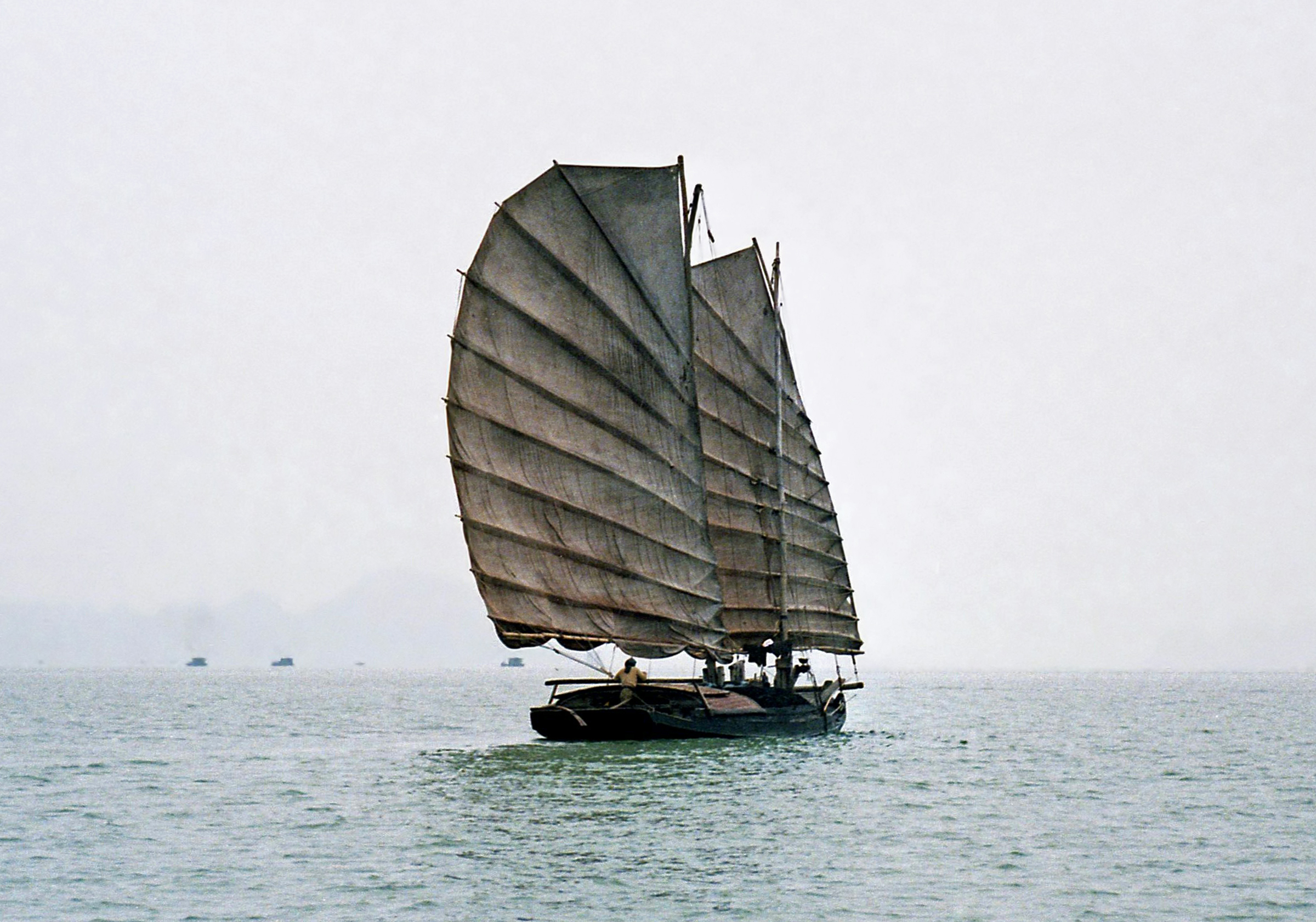
Junco vietnamita con dos velas al tercio.

Históricamente, las primeras muestras de vela al tercio de las que se tiene conocimiento, son las de los juncos chinos.  La diferencia más notable con las velas occidentales es definitivamente el uso de las características esteras reforzadas por palos de bambú dispuestos más o menos horizontalmente.  Los barcos aparejados con estas velas fueron documentados por Marco Polo en el Miglione.